# Доманакух (Лахш)
Доманакух (тадж. Доманакӯҳ, до марта 2022 г. — Саргой) — село в Сайлиободском сельском джамоате Лахшского района. Расстояние от села до центра района — 73 км, до центра джамоата — 23 км. Население — 422 человек (2017 г.), таджики.